# TJB 8 뉴스
《TJB 8 뉴스》는 TJB TV에서 매주 월요일부터 목요일 오후 8시 30분, 금요일 오후 8시 20분, 토요일 오후 8시 15분, 일요일 오후 8시 25분에 방송 중인 대전 세종 충남 지역 메인 뉴스 프로그램이다.

## 개요
TJB 8시 뉴스로 읽는다.

## 앵커
| 대수 | 진행자 | 진행자 | 진행 기간                               | 비고                          |
| 대수 | 남성   | 여성   | 진행 기간                               | 비고                          |
| ---- | ------ | ------ | --------------------------------------- | ----------------------------- |
| 1대  | 조상완 | 이명숙 | 1995년 5월 14일 ~ 2001년 4월 30일       |                               |
| 2대  | 신소형 | 이명숙 | 2001년 5월 1일 ~ 2003년 10월 31일       |                               |
| 3대  | 신소형 | 박승민 | 2003년 11월 3일 ~ 2004년 4월 29일       |                               |
| 4대  | 김건교 | 박승민 | 2004년 5월 2일 ~ 2006년 11월 30일       |                               |
| 5대  | 김건교 | 김윤정 | 일자미상 ~ 2006년 12월 1일              |                               |
| 6대  | 조상완 | 김윤정 | 2006년 12월 4일 ~ 2009년 9월(일자 미상) |                               |
| 7대  | 조대중 | 김설   | 2009년 9월 일자 미상 ~ 2010년 5월 7일   |                               |
| 8대  | 조대중 | 엄지혜 | 2010년 5월 10일 ~ 2011년 11월 4일       |                               |
| 9대  | 조대중 | 이승현 | 2011년 11월 7일 ~ 2012년 2월 24일       |                               |
| 10대 | 조대중 | 이명숙 | 2012년 2월 27일 ~ 2012년 4월 6일        |                               |
| 11대 | 조대중 | 김도희 | 2012년 4월 9일 ~ 2015년 9월 18일        |                               |
| 12대 | 조대중 | 유수연 | 2015년 9월 21일 ~ 2016년 12월 30일      |                               |
| 13대 | 조대중 | 이보현 | 2017년 1월 2일 ~ 2018년 9월 7일         |                               |
| 14대 | 조대중 | 송유라 | 2018년 9월 10일 ~ 2019년 11월 29일      |                               |
| 15대 | 노동현 | 김현지 | 2019년 12월 2일 ~ 2020년 10월 2일       |                               |
| 16대 | 노동현 | 이승휘 | 2020년 10월 5일 ~ 2022년 4월 8일        |                               |
| 17대 | 왕준호 | 이승휘 | 2022년 4월 11일 ~ 2022년 6월 24일       |                               |
| 18대 | 노동현 | 이승휘 | 2022년 6월 27일 ~ 2022년 7월 8일        |                               |
| 임시 | 노동현 | 이은지 | 2022년 7월 11일 ~ 2023년 7월 22일       |                               |
| 19대 | 노동현 | 양세원 | 2022년 7월 25일 ~ 2024년 6월 21일       | [ 5 ] [ 6 ] [ 7 ] [ 8 ] [ 9 ] |
| 20대 | 노동현 | 김수영 | 2024년 6월 24일 ~ 2024년 8월 30일       |                               |
| 21대 | 김세범 | 김수영 | 2024년 9월 2일 ~ 2025년 6월 6일         | [ 10 ] [ 11 ] [ 12 ]          |
| 22대 | 이수복 | 유지수 | 2025년 6월 9일 ~ 현재                   |                               |

## 한국 수어 통역사
- 송민순 수어사 (남자)
- 이은하 수어사 (여자)
- 심은경 수어사 (여자)

## 시보 광고
- 1998년 : 신원텔레콤
- 농심
- 쌍용자동차
- 2010년 ~ 2013년, 2024년 ~ : 배재대학교
- 2014년 ~ 일자 미상 : 우성사료 (키츠가든)
- 2014년 ~ 2020년 : 우성 유통
- 2022년 세종충청축산업협동조합 (세종우유)
- 2022년 현대건설 (유성 힐스테이트)
- 2022년 자이S&D (대전스카이자이르네)
- 2022년 도안레이크타워

## 타이틀 변천사
- 1기 - TJB 종합뉴스 : 1995년 5월 14일 ~ 2012년
- 2기 - TJB 8 뉴스 : 1995년 5월 14일 ~ 현재

## 경쟁 프로그램
- KBS 뉴스 9 대전·세종·충남 (KBS 대전 1TV)
- MBC 뉴스데스크 대전·세종·충남 (대전MBC TV)